# 강동석 (탐험가)
강동석(姜東錫, 1969년 5월 25일 ~ )은 대한민국 명예 해군 1호인 탐험가이자 요트인이다.
강씨는 1991년 대학 재학 중 요트를 타고 LA에서 부산까지 11,700km를 항해해 태평양을 요트로 횡단한 후, 1997년에는 3년 5개월 동안 7만km가 넘는 단독 요트세계일주 기록을 세웠다.

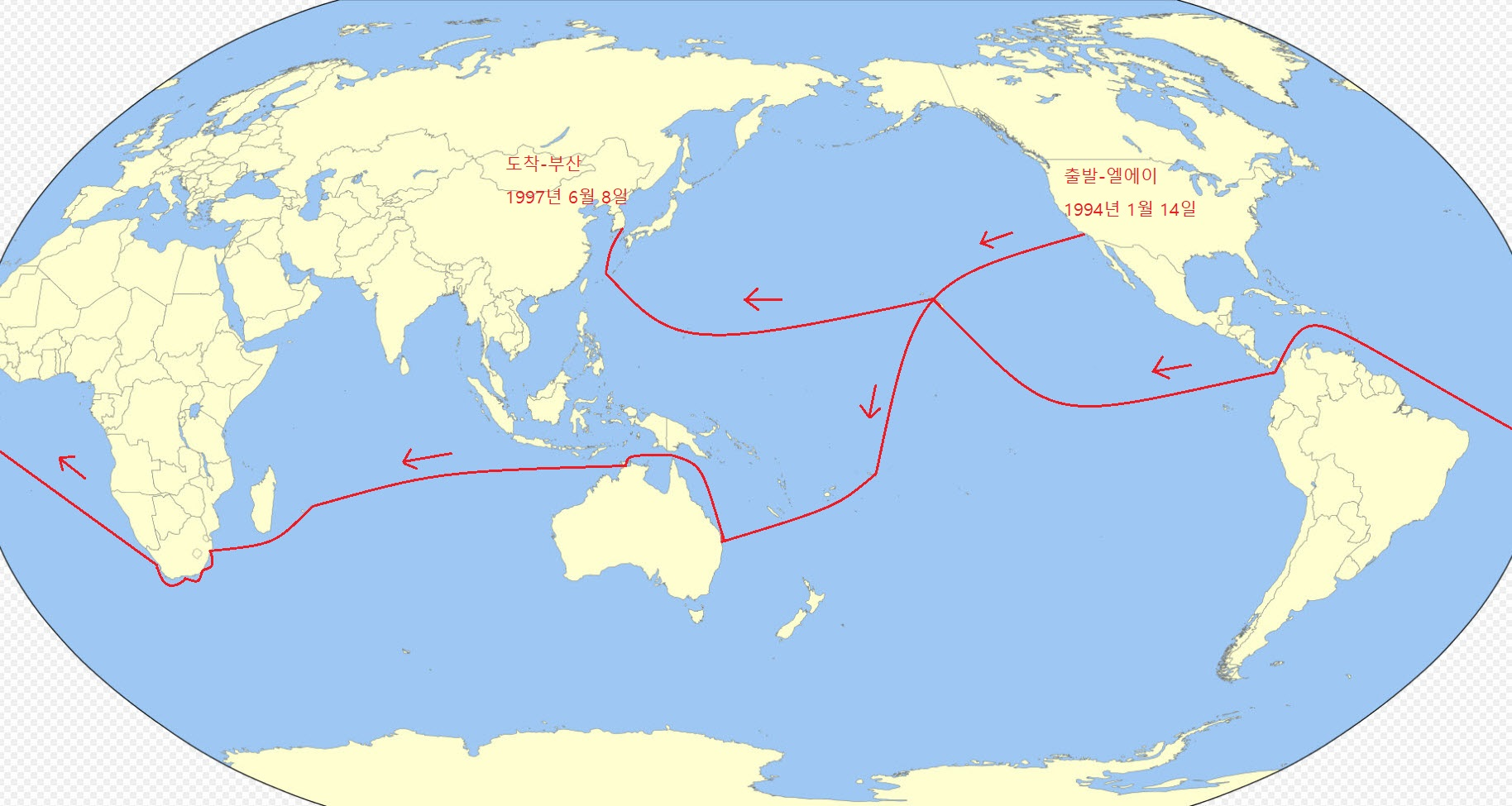
선구자 2호 세계일주 항해경로

강씨가 태평양 횡단에 성공한 후 탔던 요트를 대한민국 해군사관학교에 기증한 데 이어 대한민국 해군이 그의 해양 도전정신을 높이 사 대한민국 '명예해군 1호'로 선정했다.
세계일주 후 강씨는 연세대 산악부와 함께 세계에서 12번째로 높은 히말라야의 고봉 브로드피크에 (8047m) 도전했으나 동료 대원의 사망으로 등반을 포기했었다.
강씨는 딜로이트 회계법인을 3년 다니고 퇴사해서는 고(故) 박영석 대장과 함께 북극점 탐험에 도전했다. 박씨는 북극점에 도착함으로서 세계 최초로 "산악 그랜드슬램"을 달성하였다.
강씨가 북극탐험후 재취업한 곳은 미 연방준비은행였다. 샌프란시스코에 살고 있는 그는 현재 연방준비은행 감사관으로 일하고 있다.
최근에는 단체와 젊은이들에게 도전정신 강연을 많이 하고 있다. 당시 사용했던 요트 "선구자 1호, 2호"는 각각 해군사관학교와 국립해양박물관에 전시돼 관람객들에게 도전정신과 해양개척정신을 일깨워주고 있다.

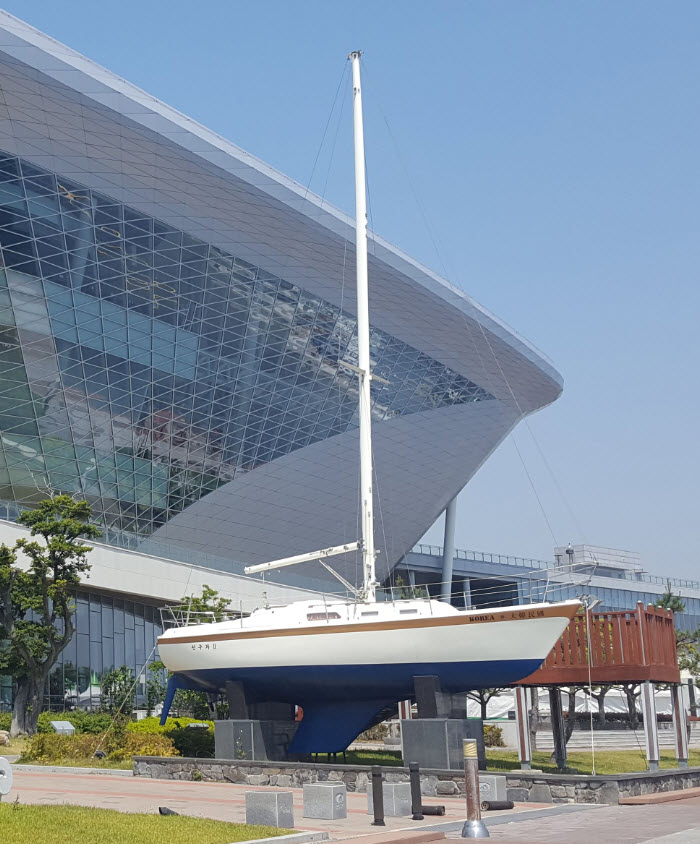
국립해양박물관에 전시돼 있는 "선구자 2호"

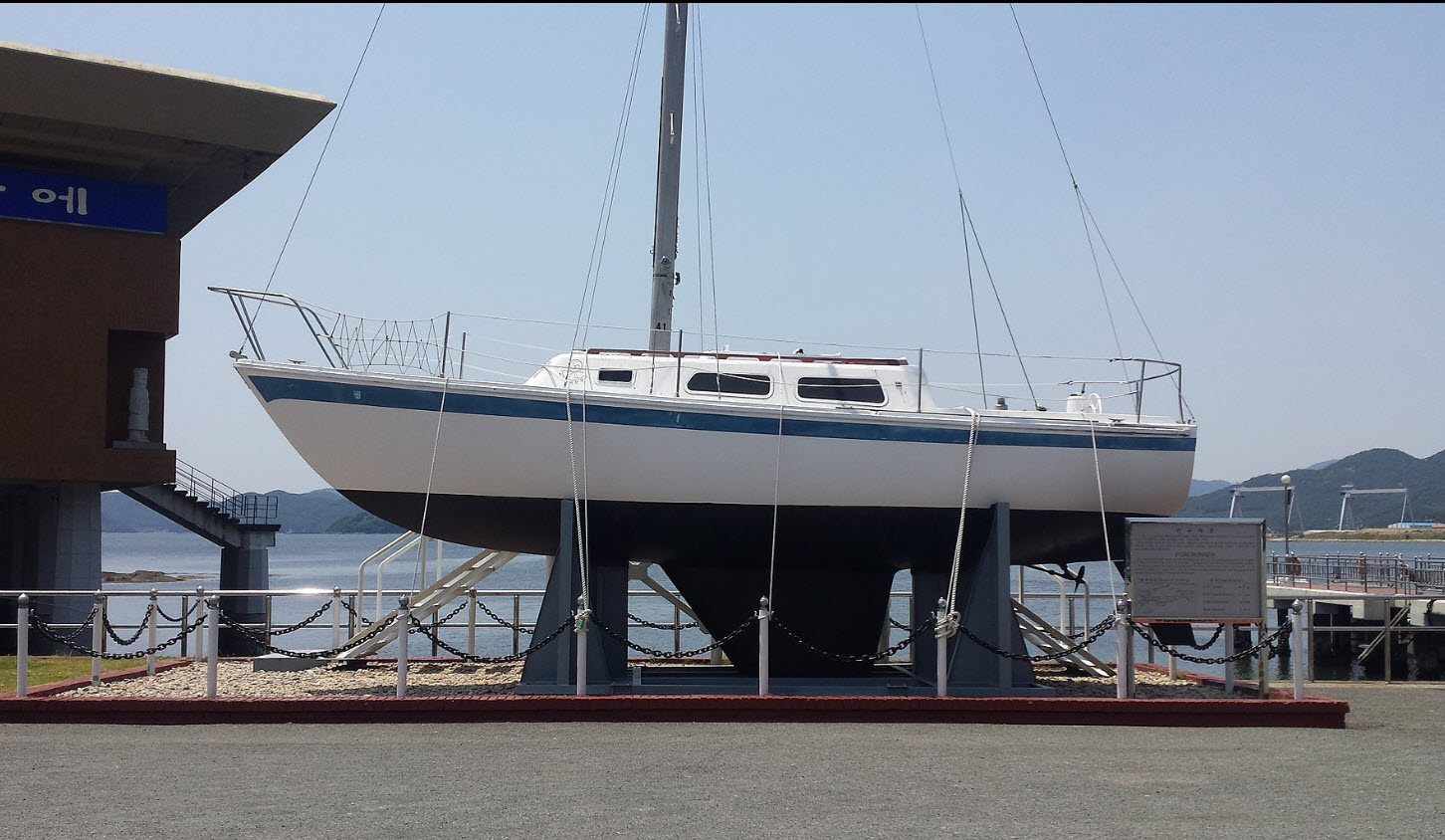
해군사관학교에 전시돼 있는 "선구자 1호"

## 이력
| 년도      | 항해/탐험 내용                             |
| --------- | ------------------------------------------ |
| 1990-1991 | 단독 태평양요트횡단                        |
| 1994-1997 | 단독 요트세계일주                          |
| 1999      | 연세대학교 산악부 히말리야 브로드피크 등반 |
| 2005      | 박영석 그랜드슬램 북극 탐험 참여           |

## 수상
| 년도 | 수상 내용                              |
| ---- | -------------------------------------- |
| 1991 | 대한민국 명예해군 1호                  |
| 1997 | 신한국인상 -김영삼대통령수여           |
| 1997 | 한국해양소년단연맹 장보고대기장 (1997) |
| 2014 | 국립해양박물관 홍보대사                |
| 2023 | 산청엑스포 명예홍보대사                |
| 2023 | 한국해양대학교 명예선장 3호            |

## 웹사이트
- 강동석사이트

## 저서
- 인생은 탐험이다 (2022)
- 그래 나는 바다에 미쳤다 (1997)